# دایره گوندام
دایره گوندام (به لاتین: Goundam Cercle) یک منطقهٔ مسکونی در مالی است که در استان تومبوکتو واقع شده‌است. دایره گوندام ۹۲٬۶۸۸ کیلومتر مربع مساحت و ۱۵۰٬۱۵۰ نفر جمعیت دارد.